# JTBC
JTBC (제이티비씨?, Je-itibissiLR, abbreviazione di Joongang Tongyang Broadcasting Company) è una emittente televisiva via cavo generalista sudcoreano, proprietà per il 25% di Joongang Group. È stata lanciata il 1º dicembre 2011 ed è uno dei quattro canali via cavo (insieme a Channel A, TV Chosun e MBN) che ampliano l'offerta delle reti gratuite dopo la deregolamentazione del 22 luglio 2009.

## Storia
Il quotidiano JoongAng Ilbo aveva posseduto una rete televisiva, la Tongyang Broadcasting Company (TBC) dal 1964 al 1980, anno in cui fu fusa con la forza alla statale KBS dal regime militare di Chun Doo-hwan. Il ritorno del JoongAng Ilbo alla televisione con la JTBC è pertanto considerato una rinascita della TBC. La JTBC Corporation fu fondata l'11 marzo 2011 e la rete iniziò le trasmissioni il 1º dicembre 2011 sul canale 15. Nel maggio 2013 Sohn Suk-hee, ex-annunciatore della MBC, fu designato presidente della divisione news della JTBC.